# Messiasia yacochuya
Messiasia yacochuya is een vliegensoort uit de familie Mydidae. De wetenschappelijke naam van de soort is voor het eerst geldig gepubliceerd in 1975 door Wilcox & Papavero.
De soort komt voor in Argentinië.